# Livre blanc de 1939
Le Livre blanc, officiellement la Déclaration de politique générale sur la Palestine de 1939 (en anglais : White Paper of 1939 ou Palestine Statement of Policy, ou MacDonald White Paper) est un document de politique générale publié par le gouvernement du Royaume-Uni, dirigé par Neville Chamberlain, à la suite de la grande révolte arabe de 1936-1939 en Palestine mandataire. Après une difficile approbation à la Chambre des communes, le 23 mai 1939, il sert de politique directrice pour la Palestine mandataire de 1939 jusqu'au départ des Britanniques en 1948. Après la guerre, le mandat est confié aux Nations unies.
Cette politique, rédigée pour la première fois en mars 1939, est préparée par le gouvernement britannique de manière unilatérale à la suite de l'échec de la conférence arabo-sioniste de Londres (en). Le document appelle à l'établissement d'un État palestinien indépendant administré conjointement par des Arabes et des Juifs dans un délai de 10 ans, rejetant l'idée de partition de la Palestine proposée par la Commission Peel. 
Principalement, dans le contexte du début de la Shoah, Le Livre blanc de 1939 limite l'immigration juive à 15 000 personnes par an et pendant cinq ans seulement, pour être ensuite déterminée par la majorité arabe (section II). En outre il interdit l'achat de terres par des Juifs sauf sur 5 % du territoire du Mandat (section III). 
Le Livre Blanc est rejeté catégoriquement et immédiatement par les Juifs vivant en Palestine. Dès le 18 mai, il avait déclenchée une grève générale des Juifs.
Le Livre Blanc est rejeté par les représentants des partis arabes de Palestine, sous l'influence de Mohammed Amin al-Husseini, quoique le Parti de la défense nationale se dit prêt à l'accepter.
Le Livre Blanc est également dénoncé par la Commission des mandats permanents de la Société des Nations.
Sa disposition politique principale, l'administration conjointe de la Palestine par des Arabes et des Juifs, ne sera jamais mises en œuvre. Quant à la limitation de l'immigration juive entre fin 1939 et 1944, elle sera appliquée strictement et par excès : seuls 51 000 des 75 000 certificats d'immigration prévus seront délivrés (68 %).

## Contexte

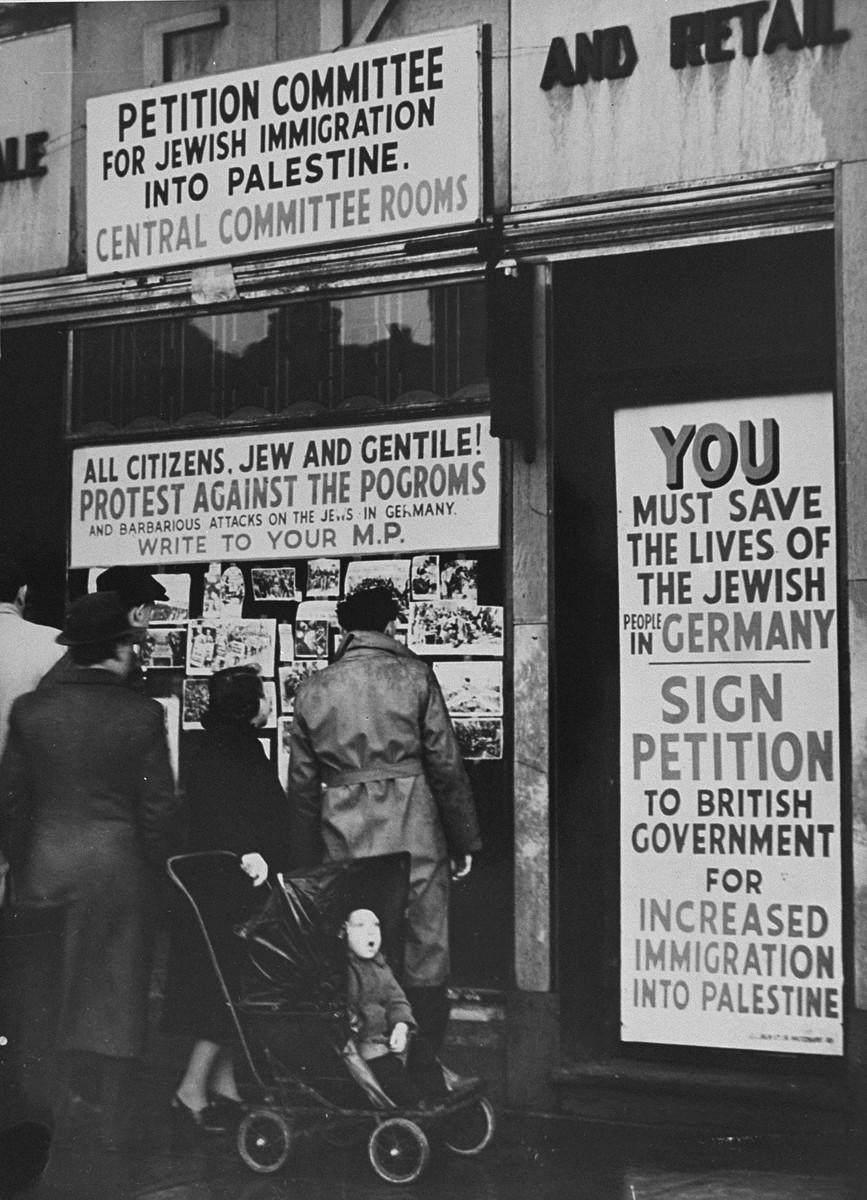
Des Juifs britanniques protestent contre les restrictions à l'immigration en Palestine après la Nuit de Cristal novembre 1938.

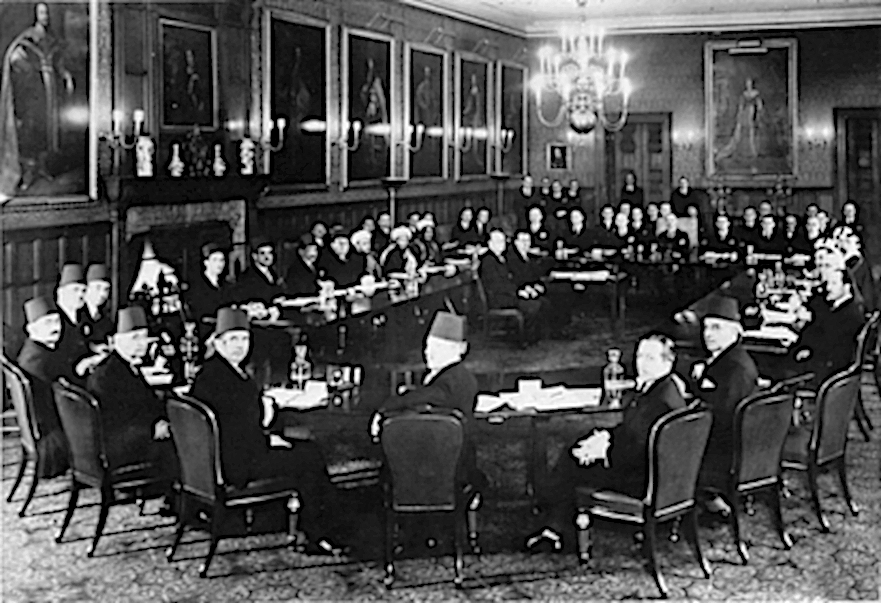
La conférence de Londres au palais Saint James, en février 1939.

Pendant la Première Guerre mondiale, les Britanniques ont fait deux promesses concernant des territoires au Moyen-Orient. La Grande-Bretagne promet aux gouverneurs hachémites d'Arabie, par le biais de Lawrence d'Arabie et de la correspondance McMahon-Hussein, l'indépendance d'un pays arabe uni en Syrie en échange de leur soutien aux Britanniques contre l'Empire ottoman. Le califat ottoman a déclaré un djihad militaire pour les Allemands, et les Britanniques espérent qu'une alliance avec les Arabes réduira les risques d'un soulèvement général des musulmans dans les territoires sous contrôle britannique en Afrique, en Inde et en Extrême-Orient. La Grande-Bretagne négocie également les accords Sykes-Picot pour partager le Moyen-Orient entre la Grande-Bretagne et la France.
Divers facteurs stratégiques, tels que l'obtention d'un soutien juif en Europe de l'Est alors que le front russe s'effondre, aboutissent à la déclaration Balfour de 1917, dans laquelle la Grande-Bretagne promet de créer et d'encourager un foyer national juif en Palestine. Les grandes lignes de la délimitation du territoire et des objectifs, tant pour la création d'un foyer juif en Palestine que pour l'autodétermination des Arabes, sont approuvées lors de la conférence de San Remo.
En juin 1922, la Société des Nations approuve le mandat de Palestine, qui entre en vigueur en septembre 1923, un document explicite sur les responsabilités et les pouvoirs d'administration de la Grande-Bretagne en Palestine, y compris « la garantie de l'établissement du foyer national juif » et « la sauvegarde des droits civils et religieux de tous les habitants de la Palestine ». En septembre 1922, le gouvernement britannique présente à la Société des Nations le mémorandum transjordanien, qui stipule que l'émirat de Transjordanie sera exclu de toutes les dispositions relatives à l'installation des Juifs, conformément à l'article 25 du mandat. Le mémorandum est approuvé le 23 septembre. La forte opposition arabe et les pressions exercées contre l'immigration juive amènent la Grande-Bretagne à redéfinir l'immigration juive en limitant son flux en fonction de la capacité économique du pays à absorber les immigrants. En effet, des quotas annuels sont mis en place quant au nombre de Juifs pouvant immigrer, mais les Juifs possédant une grosse somme d'argent (500 £) sont autorisés à entrer librement dans le pays.
Après l'accession au pouvoir d'Adolf Hitler, les Juifs d'Europe sont de plus en plus prêts à dépenser l'argent nécessaire pour entrer en Palestine. Les lois de Nuremberg de 1935 privent les 500 000 Juifs allemands de leur citoyenneté. La migration juive est entravée par les restrictions nazies sur le transfert de fonds à l'étranger. Les Juifs qui partent doivent abandonner leurs biens. Mais l'Agence juive parvient à négocier un accord qui permet aux Juifs résidant en Allemagne d'acheter des biens allemands pour les exporter en Palestine, contournant ainsi les restrictions.
Le grand nombre de Juifs entrant en Palestine est l'une des causes de la révolte arabe de 1936-1939 en Palestine. La Grande-Bretagne réagit à la révolte en nommant une commission royale, la Commission Peel, qui se rend en Palestine et entreprend une étude approfondie des problèmes. En 1937, la commission Peel recommande la partition de la Palestine en deux États : l'un arabe, l'autre juif.
La proposition est rejetée par les Arabes tandis que la réponse des sionistes n'est « ni positive ni négative » et la Commission Peel ne parvient pas à endiguer la violence. En janvier 1938, la Commission Woodhead étudie les aspects pratiques de la partition et envisage trois plans différents, dont l'un est basé sur le Plan Peel. Dans son rapport de 1938, la Commission Woodhead rejette le plan, principalement parce qu'il ne peut être mis en œuvre sans un transfert forcé massif d'Arabes, une option que le gouvernement britannique a déjà écartée. Avec la dissidence de certains de ses membres, la Commission recommande plutôt un plan qui laisserait la Galilée sous mandat britannique, mais elle souligne de sérieux problèmes tels que le manque d'autosuffisance financière de l'État arabe proposé. Le gouvernement britannique accompagne la publication du rapport Woodhead d'une déclaration de politique générale rejetant la partition comme impraticable en raison de « difficultés politiques, administratives et financières ». Il propose un État juif sensiblement plus petit, comprenant uniquement la plaine côtière. La conférence d'Évian, convoquée par les États-Unis en juillet 1938, ne parvient pas à trouver un accord pour faire face au nombre rapidement croissant de réfugiés juifs, ce qui accroît la pression sur les Britanniques pour trouver une solution au problème de l'immigration juive en Palestine.

## Conférence de Londres
En février 1939, les Britanniques convoquent la conférence de Londres (en) pour négocier un accord entre Arabes et Juifs en Palestine. Les délégués arabes y participent à la condition qu'ils ne rencontrent pas directement les représentants juifs, ce qui constituerait une reconnaissance des revendications juives sur la Palestine. Le gouvernement britannique organise donc des réunions séparées avec les deux parties. La conférence se solde par un échec le 17 mars.
Au début de la Seconde Guerre mondiale, les Britanniques pensent que le soutien des Juifs est soit garanti, soit sans importance. En revanche, le gouvernement craint l'hostilité du monde arabe. Cette considération géopolitique est, selon le mot de Raul Hilberg, « décisive » pour les politiques britanniques puisque l'Égypte, l'Irak et l'Arabie saoudite sont indépendants et alliés de la Grande-Bretagne.

## Contenu

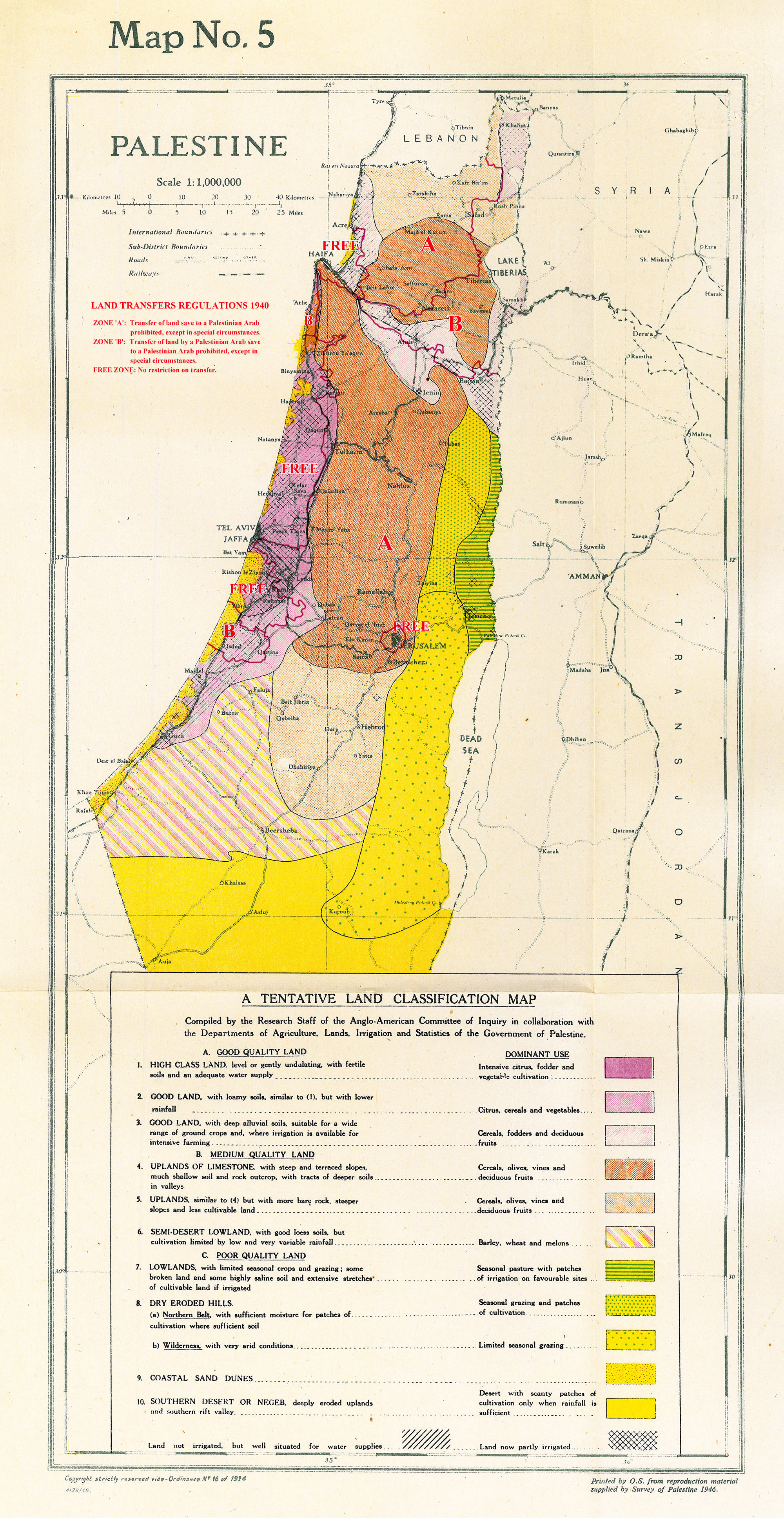
Classification des terres et limites des régions de transfert des terres telles que prescrites en 1940.

Tels sont les principaux points du Livre blanc :

### Section I: Constitution
Sur le plan politique, le Livre blanc prévoit la création d'une Palestine indépendante dans les dix ans, et son administration conjointe par des Arabes et des Juifs dans un ratio de 2 Arabes pour 1 Juif. 
En outre il rejette « sans équivoque » que la Palestine devienne un État juif :

« Le gouvernement de Sa Majesté estime que les auteurs du mandat dans lequel s'inscrit la déclaration Balfour ne pouvaient avoir l'intention de transformer la Palestine en un État juif contre la volonté de la population arabe du pays. [ ... ] Le gouvernement de Sa Majesté déclare donc maintenant sans équivoque qu'il ne fait pas partie de sa politique que la Palestine devienne un État juif. Il considérerait en effet comme contraire à ses obligations envers les Arabes en vertu du mandat, ainsi qu'aux assurances données au peuple arabe dans le passé, que la population arabe de Palestine devienne les sujets d'un État juif contre sa volonté. »

« L'objectif du gouvernement de Sa Majesté est l'établissement, dans un délai de dix ans, d'un État palestinien indépendant entretenant avec le Royaume-Uni des relations conventionnelles qui répondent de manière satisfaisante aux besoins commerciaux et stratégiques des deux pays dans l'avenir.  [..] L'État indépendant devrait être un État dans lequel les Arabes et les Juifs partagent le gouvernement de manière à assurer la sauvegarde des intérêts essentiels de chaque communauté. »

### Section II: Immigration
L'immigration juive en Palestine sous le mandat britannique devait être limitée à 75 000 personnes au cours des cinq prochaines années et dépendrait ensuite du consentement des Arabes :

« Le gouvernement de Sa Majesté ne [...] trouve rien dans le mandat ou dans les déclarations de politique générale ultérieures qui soutienne l'opinion selon laquelle l'établissement d'un foyer national juif en Palestine ne peut être réalisé à moins que l'immigration ne soit autorisée à se poursuivre indéfiniment. Si l'immigration a un effet négatif sur la situation économique du pays, il est clair qu'elle doit être restreinte ; et de même, si elle a un effet sérieusement nuisible sur la situation politique du pays, c'est un facteur qui ne doit pas être ignoré. Bien qu'il ne soit pas difficile de soutenir que le grand nombre d'immigrants juifs qui ont été admis jusqu'à présent ont été absorbés économiquement, la crainte des Arabes que cet afflux continue indéfiniment jusqu'à ce que la population juive soit en mesure de les dominer a produit des conséquences extrêmement graves pour les Juifs et les Arabes ainsi que pour la paix et la prospérité de la Palestine. Les troubles lamentables des trois dernières années ne sont que la manifestation la plus récente et la plus soutenue de cette appréhension arabe intense [...] on ne peut nier que la crainte d'une immigration juive indéfinie est largement répandue parmi la population arabe et que cette crainte a rendu possibles des troubles qui ont donné un sérieux coup de frein au progrès économique, épuisé le trésor de la Palestine, rendu la vie et la propriété peu sûres, et produit une amertume entre les populations arabe et juive qui est déplorable entre citoyens d'un même pays. Si, dans ces conditions, l'immigration se poursuit jusqu'à la capacité d'absorption économique du pays, indépendamment de toute autre considération, une inimitié fatale entre les deux peuples se perpétuera, et la situation en Palestine risque de devenir une source permanente de friction entre tous les peuples du Proche et du Moyen-Orient. »

« L'immigration juive au cours des cinq prochaines années se fera à un rythme qui, si la capacité d'absorption économique le permet, portera la population juive à environ un tiers de la population totale du pays. Compte tenu de l'accroissement naturel prévu des populations arabe et juive, et du nombre d'immigrants juifs illégaux qui se trouvent actuellement dans le pays, cela permettrait d'admettre, à partir du début d'avril de cette année, quelque 75 000 immigrants au cours des quatre prochaines années. Ces immigrants seraient, sous réserve du critère de la capacité d'absorption économique, admis comme suit : Pour chacune des cinq années à venir, un quota de 10 000 immigrants juifs sera autorisé, étant entendu que le déficit d'une année pourra être ajouté aux quotas des années suivantes, au cours de la période de cinq ans, si la capacité d'absorption économique le permet. En outre, à titre de contribution à la solution du problème des réfugiés juifs, 25 000 réfugiés seront admis dès que le Haut Commissaire aura la certitude que des dispositions suffisantes sont prises pour assurer leur entretien, une attention particulière étant accordée aux enfants réfugiés et aux personnes à leur charge. Le mécanisme actuel de détermination de la capacité d'absorption économique sera maintenu et le Haut Commissaire aura la responsabilité ultime de décider des limites de la capacité économique. Avant chaque décision périodique, des représentants juifs et arabes seront consultés. Après la période de cinq ans, aucune autre immigration juive ne sera autorisée, à moins que les Arabes de Palestine ne soient prêts à l'accepter. »

### Section III: Terre
Aucune restriction n'est imposée au transfert de terres des Arabes vers les Juifs, mais le Livre blanc stipule désormais ce qui suit :

« Les rapports de plusieurs commissions d'experts ont indiqué qu'en raison de l'accroissement naturel de la population arabe et de la vente régulière, ces dernières années, de terres arabes à des Juifs, il n'y a plus de place, dans certaines régions, pour de nouveaux transferts de terres arabes, tandis que dans d'autres régions, ces transferts de terres doivent être limités si l'on veut que les cultivateurs arabes maintiennent leur niveau de vie actuel et qu'une population arabe considérable sans terre ne soit pas bientôt créée. Dans ces conditions, le Haut Commissaire sera doté de pouvoirs généraux pour interdire et réglementer les transferts de terres. »

## Réactions

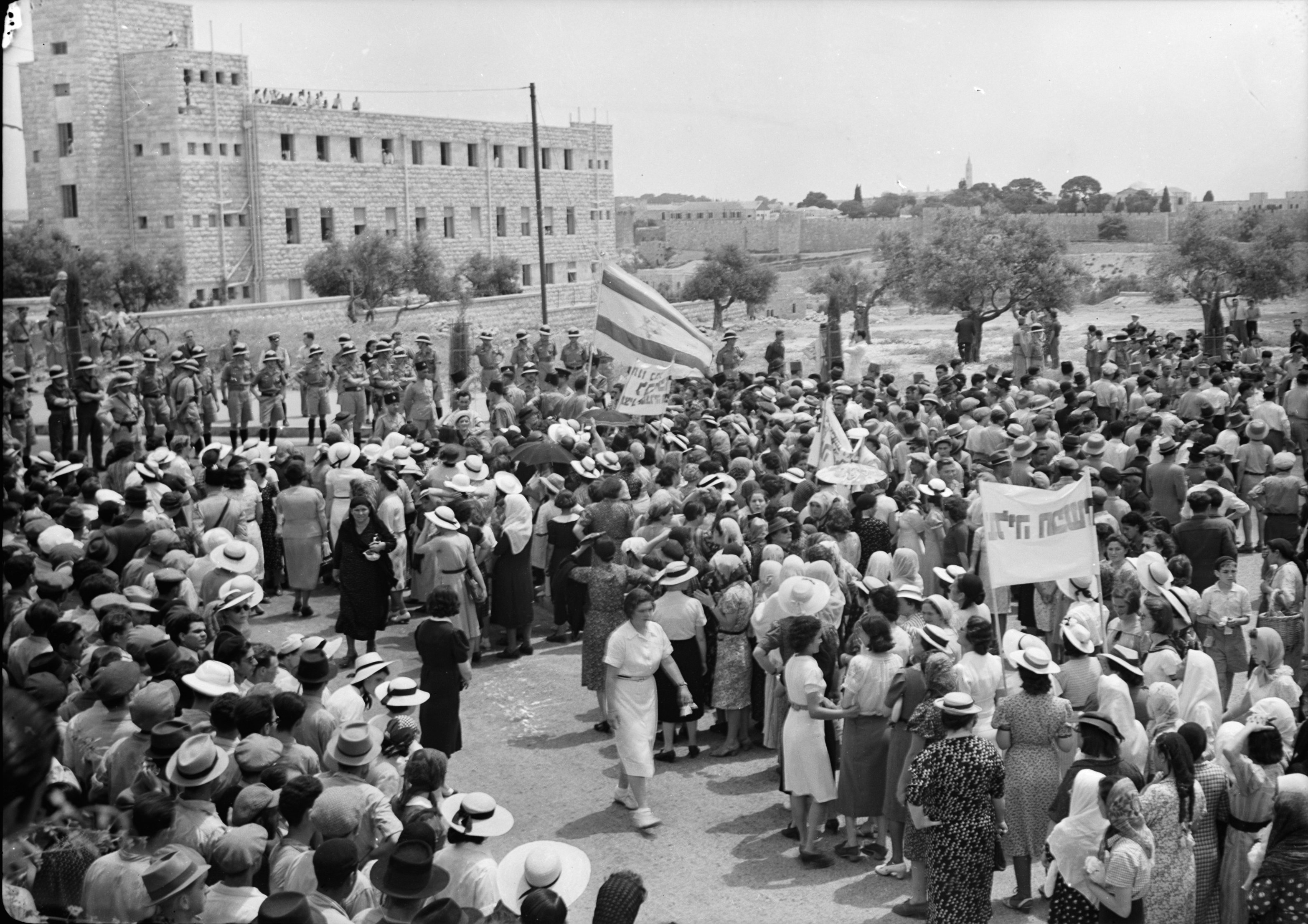
Manifestation juive contre le Livre blanc à Jérusalem (1939).

### Difficile approbation au Parlement britannique
À la Chambre des communes, Le Livre blanc donne lieu à des débats âpres et n'est accepté que difficilement. Le 22 mai 1939, elle ne rejette une motion disant que le Livre blanc est incompatible avec les termes du mandat que par 268 voix contre 179. Le lendemain, la Chambre des lords accepte la nouvelle politique mais sans vote.
Au cours du débat, David Lloyd George qualifie le Livre blanc d'« acte de perfidie », et Winston Churchill vote contre son parti bien qu'il fasse partie du gouvernement. Le député libéral Jimmy de Rothschild déclare au cours du débat parlementaire que « pour la majorité des Juifs qui vont en Palestine, c'est une question de migration ou d'extinction physique ».
Certains partisans du gouvernement s'opposent à cette politique au motif qu'elle semble, selon eux, contredire la déclaration Balfour. Plusieurs députés du gouvernement votent contre les propositions ou s'abstiennent, y compris des ministres du Cabinet comme l'illustre secrétaire d'État juif à la Guerre Leslie Hore-Belisha.

### Société des Nations
La Commission des mandats permanents de la Société des Nations estime à l'unanimité que le Livre blanc est en contradiction avec l'interprétation que le gouvernement mandataire, c'est-à-dire l'Angleterre, avait donnée au mandat dans le passé avec l'accord des organes de la Société des Nations,,. Quatre des membres estiment que la politique n'est pas en harmonie avec les termes du mandat, et les trois autres estiment que les circonstances existantes justifieraient la politique si le Conseil de la Société des Nations ne s'y opposait pas. Le déclenchement de la Seconde Guerre mondiale suspend toute nouvelle délibération.

### Réactions arabes

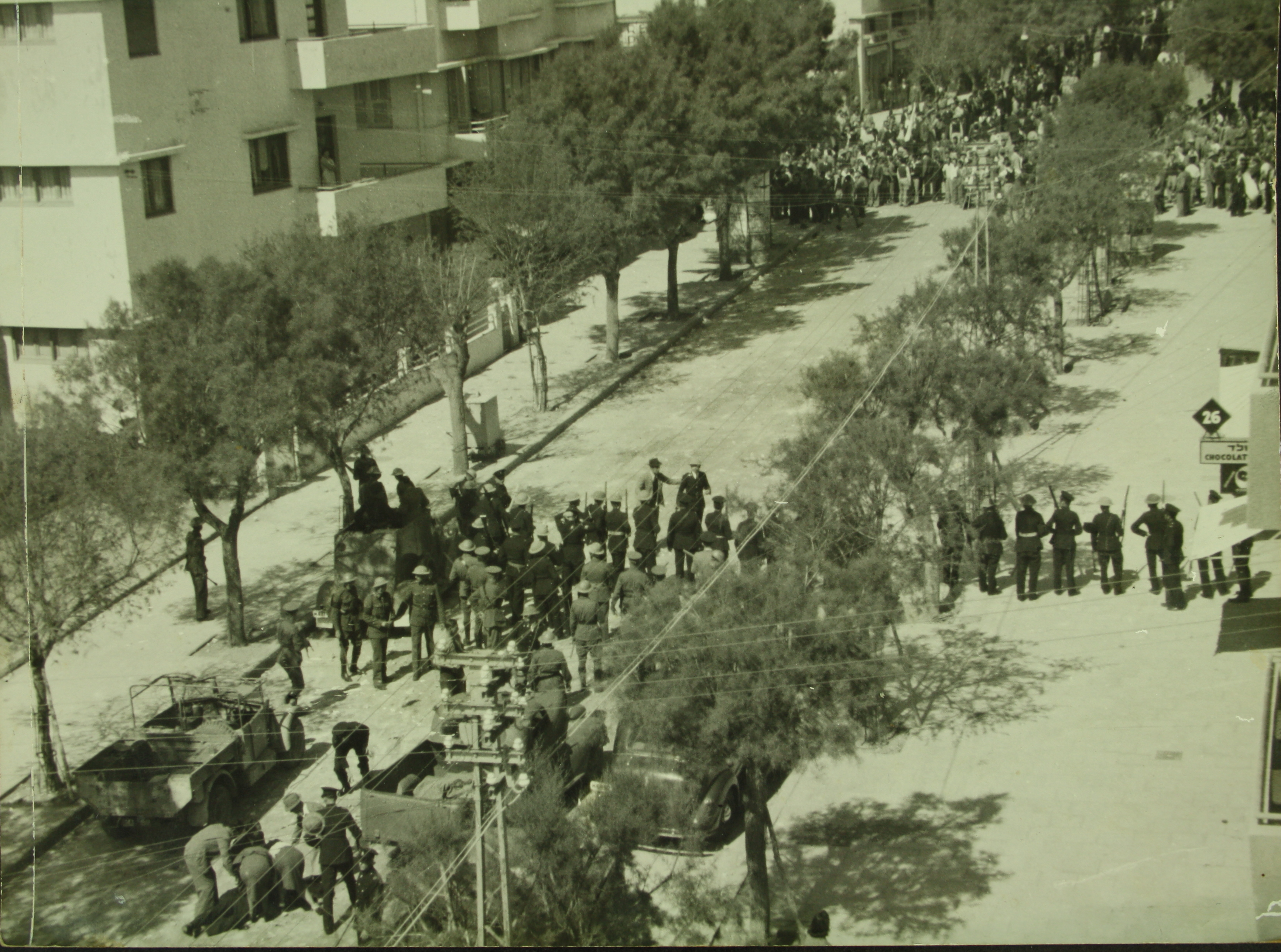
Manifestation juive contre le Livre blanc à Tel Aviv (1939, collection de la Bibliothèque nationale d'Israël).

Le Haut Comité arabe fait d'abord valoir que l'indépendance d'un futur gouvernement palestinien s'avérerait illusoire puisque les Juifs pourraient empêcher son fonctionnement en refusant d'y participer et que, dans tous les cas, l'autorité réelle serait toujours entre les mains des fonctionnaires britanniques. Les limitations de l'immigration juive sont également jugées insuffisantes car rien ne garantit que l'immigration ne reprendra pas après cinq ans. En lieu et place de la politique énoncée dans le Livre blanc, le Haut Comité arabe demande « une interdiction complète et définitive » de l'immigration juive et le rejet pur et simple de la politique du foyer national juif.
En juin 1939, Hajj Amin al-Husayni « étonne » d'abord les autres membres du Haut Comité arabe en refusant le Livre blanc. Selon Benny Morris, la raison du refus de cette proposition avantageuse est entièrement égoïste : « elle ne le plaçait pas à la tête du futur État palestinien ».
En juillet 1940, après deux semaines de réunions avec le représentant britannique, S. F. Newcombe (en)
, le chef des délégués arabes palestiniens à la conférence de Londres (en), Jamal al-Husseini et son collègue Moussa al-Alami, acceptent les termes du Livre blanc et en signent tous deux une copie en présence du premier ministre irakien, Nouri Saïd.

### Réactions juives

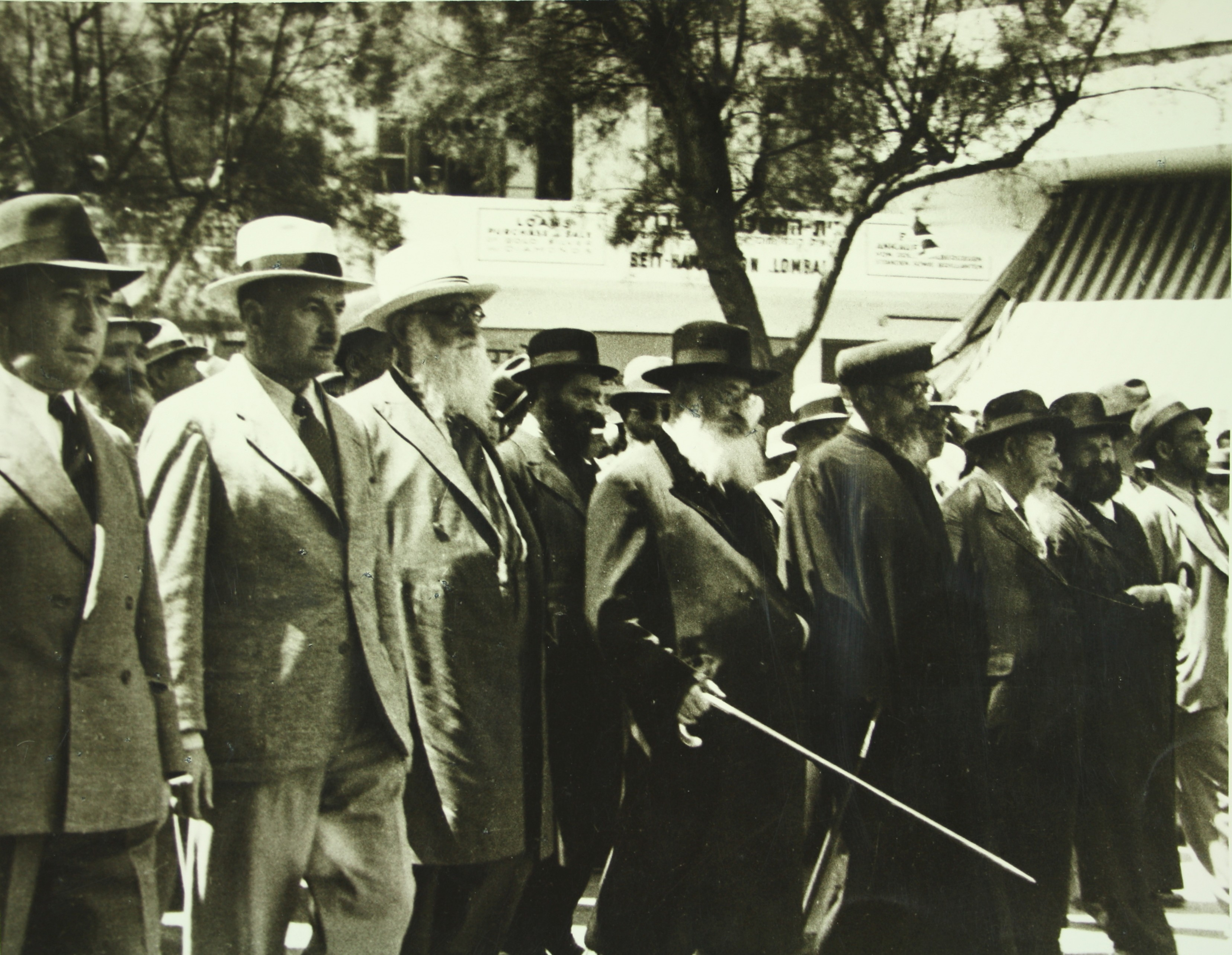
Manifestation juive contre le Livre blanc à Tel Aviv (1939, collection de la Bibliothèque nationale d'Israël).

Après la grève générale du 18 mai 1939 manifestant le rejet par les Juifs du Livre blanc, l'Irgoun étudie des plans visant à évincer les Britanniques pour établir l'État juif indépendant. Ze'ev Jabotinsky, le fondateur de ce groupe sioniste qui avait été exilé de Palestine par les Britanniques, propose, dans six lettres codées, d'envoyer en Palestine des Juifs qui forceraient le blocus britannique, de lancer des raids contre des centres de pouvoir britanniques en Palestine, de hisser le drapeau national juif pendant au moins 24 heures, afin que des dirigeants sionistes en Europe et aux États-Unis proclament l'État juif indépendant et agissent comme un gouvernement en exil. Mais l'Irgoun renonce à mettre en exécution ce plan à cause des lourdes pertes qui seraient inévitables. 
De son côté Avraham Stern, chef de l'Irgoun qui s'en séparera pour former le Lehi, élabore un plan prévoyant que 40 000 combattants juifs armés, recrutés en Europe, s'embarquent pour la Palestine et rejoignent la rébellion. Le gouvernement polonais soutient son plan[réf. souhaitée] et commence à former des Juifs et à leur réserver des armes. Toutefois, le déclenchement de la Seconde Guerre mondiale, en septembre 1939, met fin à ces plans,.
Après le déclenchement de la Guerre mondiale, en septembre 1939, le chef de l'Agence juive pour la Palestine, David Ben Gourion, déclare : « Nous combattrons le Livre blanc comme s'il n'y avait pas de guerre, et nous combattrons la guerre comme s'il n'y avait pas de Livre blanc ».

## Conséquences

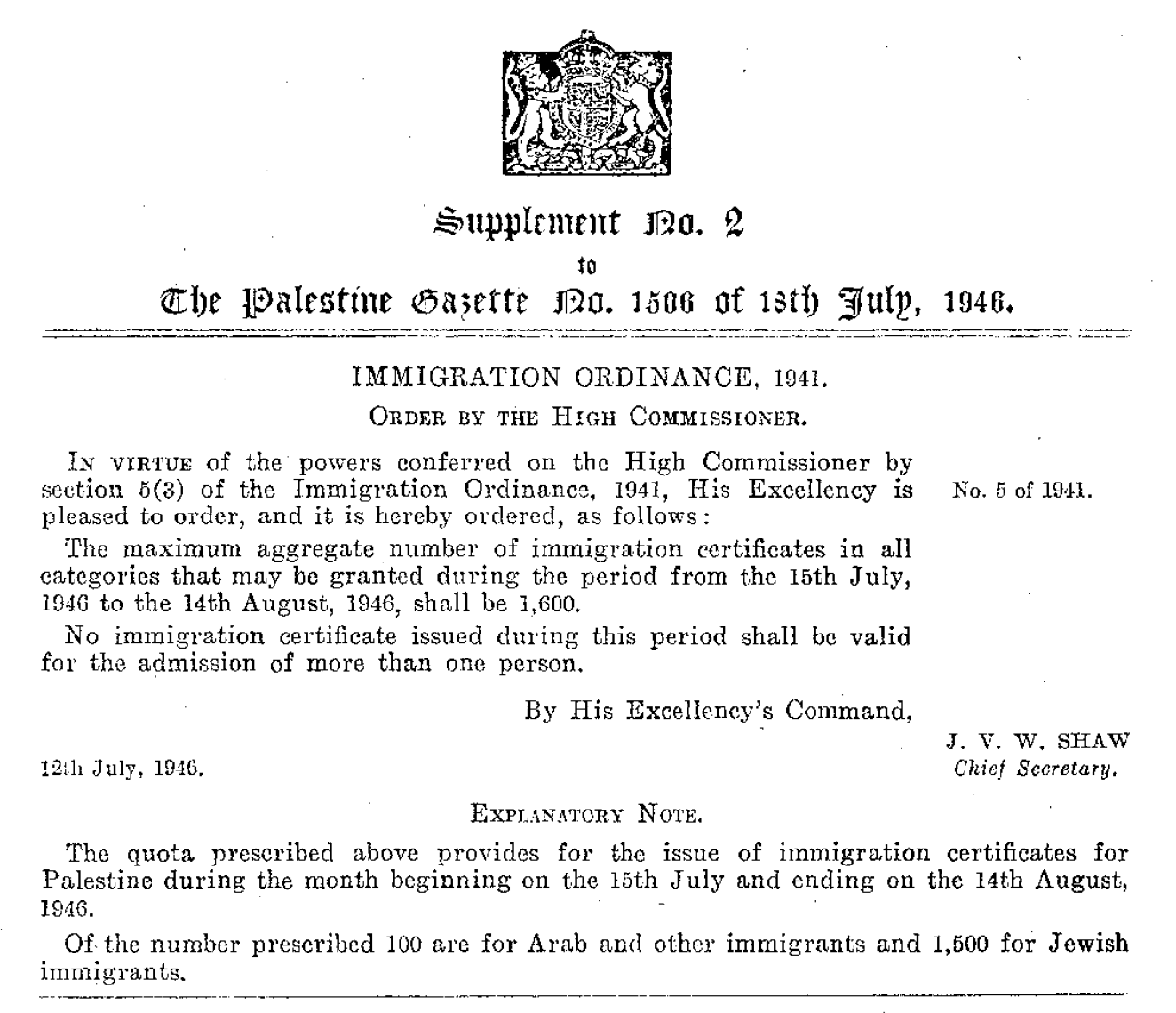
Certificats d'immigration pour juillet-août 1946 : 1500 pour les Juifs, 100 pour les Arabes.

Le 13 juillet, les autorités annoncent la suspension de toute immigration juive en Palestine jusqu'en mars 1940. La raison invoquée est l'augmentation du nombre d'immigrants illégaux.
En mars 1940, le Haut Commissaire britannique pour la Palestine émet un édit divisant la Palestine en trois zones :

« Dans la zone A, qui représente environ 63 % du pays, y compris les collines rocheuses, les transferts de terres, sauf à un Arabe palestinien, sont en général interdits. Dans la zone B, qui représente environ 32 % du pays, les transferts de terres d'un Arabe palestinien à un autre Arabe palestinien étaient sévèrement limités à la discrétion du Haut Commissaire. Dans le reste de la Palestine, soit environ cinq pour cent du pays - qui comprend toutefois les zones les plus fertiles - les ventes de terres sont restées libres. »

En décembre 1942, lorsque l'extermination des Juifs devient publique, il reste 34 000 certificats d'immigration. En février 1943, le gouvernement britannique annonce que les certificats restants pourraient être utilisés dès que possible pour sauver les enfants juifs d'Europe du Sud-Est, en particulier de Bulgarie. Ce plan est partiellement couronné de succès, mais beaucoup de ceux qui ont reçu des certificats ne peuvent pas émigrer, bien que ceux de Bulgarie aient survécu. En juillet, il est annoncé que tout réfugié juif qui atteignait un pays neutre en transit recevrait une autorisation pour la Palestine En 1943, environ la moitié des certificats restants ont été distribués et à la fin de la guerre, il restait 3 000 certificats.
À la fin de la Seconde Guerre mondiale, la conférence du Parti travailliste britannique vote l'annulation du Livre blanc et la création d'un État juif en Palestine, mais le ministre des Affaires étrangères du parti, Ernest Bevin, maintient cette politique jusqu'au départ britannique de la Palestine en mai 1948.  En particulier le quota de 1 500 certificats par mois pour les immigrants juifs est maintenu, les immigrants illégaux étant déduits des quotas, en dépit de l'immense pression causée par les conséquences de la Shoah, de la détermination des survivants à atteindre la Palestine, et de l'Aliyah Bet, la migration juive illégale vers la Palestine organisée par les autorités du gouvernement provisoire juif. 
Pour bloquer cette migration le gouvernement britannique organise l'internement des immigrants dans des camps à Chypre, dont les immigrants n'ayant plus de nationalité qui ne pouvaient pas être renvoyés dans un pays, et un grand nombre d'enfants et d'orphelins. Cette politique paraît d'abord efficace puisqu'une statistiques de décembre 1945 montre que l'allocation du Livre blanc n'a été dépassée que de 790 personnes même en incluant les immigrants illégaux. Mais elle entraîne une radicalisation de la guerre de l'Irgoun contre d'administration britannique, et elle conduit à la fâcheuse affaire de l’Exodus 1947 qui précipitera la création de l'État d'Israël en soulevant d'indignation l'opinion mondiale.

## Abolition du Livre blanc de 1939
Le premier acte constitutionnel du gouvernement d'Israël le 16 mai 1948 est une proclamation selon laquelle « toute la législation résultant du Livre blanc du gouvernement britannique de mai 1939 sera, à minuit ce soir, nulle et non avenue. Cela inclut les dispositions relatives à l'immigration ainsi que les règlements sur le transfert des terres de février 1940. »